# 南極地域観測隊
南極地域観測隊（なんきょくちいきかんそくたい、英語: Japanese Antarctic Research Expedition, 略称：JARE）は、南極地域での気象や大気、雪氷、地質、宇宙物理、生物、海洋などの観測を行うために、日本が南極に派遣する調査隊の名称である。通常は南極観測隊と呼ばれる。

## 概要
選考は、業種別に様々である。2度、3度と複数回参加する者もいる。出発前に日本で雪中移動訓練や野外活動訓練が行われる。観測隊は海上自衛隊の保有する砕氷艦（いわゆる南極観測船）に乗船し、通常は日本（東京港）を11月14日ごろに出発する。観測隊員は11月末に飛行機でオーストラリアへ渡り、現地で乗艦して昭和基地へ向かう。南極観測船の運航は海上自衛隊が担当する。なお､従来は全員が船で南極へ渡っていたが2009年以降は一部メンバーが先遣隊としてケープタウンを経由し､11月中に一足先に早く空路にて南極基地へ到着する年もある。
東オングル島沖には12月または1月ごろ到着し、昭和基地を最大の拠点として観測を行う。昭和基地到着後は、前年の越冬隊と共同生活となり業務の引継ぎを1か月行う。南極観測船の自衛官も南極基地に入るために、この時期が一番基地が賑わう期間となる。
2月1日に前年の越冬隊と新年の越冬隊が交替する。越冬しない夏隊は、前年の越冬隊と共に南極観測船で（やはりオーストラリアを経由して）日本へ帰還する。この間に、越冬隊が1年間に使用する機材や燃料、食料などが昭和基地に運ばれる。補給はこの1回しか行われない。前年の越冬隊が出した廃棄物は南極観測船に載せられ、日本に運ばれて処理される。また、過去に使用した雪上車の廃車など、以前に基地周辺に放置された廃棄物の回収と日本への持ち帰りも行われている。南極観測船の出航後、越冬隊全員が出席して越冬成立式を行われる。
現在では、約80名で構成され、うち約50名が夏隊・約30名が越冬隊である（2022年6月24日発表時点では夏隊52名、越冬隊28名）。年により隊の人数は変動する。
南極観測船の日本への帰還は例年3月中旬である。観測隊員はオーストラリアで下船し、飛行機で一足先に日本へ帰還する。越冬隊は出発の翌々年に帰還することになる。出港と帰港はテレビのニュース報道で紹介されることも多い。南極は（南半球のため）1月が夏で、比較的接近が容易であるため、この時期に隊の入れ替えが行われる。第1次隊から交代の季節はほとんど変化していない。

## 参加資格
隊員は、国立極地研究所を始めとする政府機関の研究員・職員が多くを占め、会社員が勤務先から派遣される場合は、出向等により一時的に公務員となっている場合が多い。また、大学院生の場合は任期付きで、大学の教員扱いとなることも多い。これらは「隊員」と呼称され、その他のメンバーとして公開利用研究課題の実施等のために申請を行い、認められれば観測隊に同行できる「同行者」が存在する。この場合、身分としては公務員ではなく一般人となり、一般人が正式に許可を受けて南極に訪問できる唯一の手段となる。もちろんこの場合も一般隊員と同様、他メンバーと協力しての作業や相互協力などは不可欠となる。
南極観測船に搭載された輸送ヘリコプターは海上自衛隊が運用するが、昭和基地に常駐する観測用の小型ヘリコプターに関しては中日本航空などの民間企業が受注しており社員を派遣している。また基地設営の専門要員としてミサワホームなどの住宅メーカーからの出向者が参加しているほか、2005年からはインテルサット衛星設備の保守要員としてKDDIから毎年1名が参加している。報道記者は年に1名ほどである。
女性隊員の初参加は、1名が1987年（昭和62年）の第29次隊の夏隊に、2名が1997年（平成9年）の第39次隊の越冬隊に参加し、女性隊員初の越冬となる。その後も女性隊員は数名ずつ参加し、最多7名が2006年（平成18年）の第48次隊に参加。2024年（令和6年）の第66次隊では初めて女性が観測隊長となった。

## 南極越冬隊
南極越冬隊は、南極地域観測隊のうち、1年間に渡って南極で観測を続ける隊のことである。混同されがちであるが、観測隊員全員が越冬するわけではない。越冬しないメンバーは「夏隊」、南極で一年を過ごすメンバーは「越冬隊」と呼ばれる。約60人の越冬隊のうち、観測や調査研究を行う観測部門と、調理、医療、通信、建築など観測基地の管理運営を行う設営部門で分かれる。
越冬隊は1年に渡って昭和基地やドームふじ基地などで生活をしながら観測を行う。
また、隊員候補者には残雪が残る3月に乗鞍岳、7月に菅平高原で訓練が実施される。
第一次南極越冬隊は以下のメンバー。
隊長：西堀栄三郎
医師：中野征紀
機械：大塚正雄
地質：菊池徹、立見辰雄
気象：村越望
報道：藤井恒男
調理：砂田正敗
通信：作間敏夫
設営：佐伯富男、北村泰一、村山雅美

## 生活

### 衣食住
初期のころはかなり厳しい生活であったが、現在の昭和基地では日本とあまり変わらない生活ができるとされている。極寒の南極大陸だが、夏季は5度まで上昇する。建物内は暖房が効いており室温は10度に保たれているが、30度まで上昇することがありTシャツで過ごす隊員もいる。しかし、居住棟の割り当ては1人約13m2（4畳）の部屋1つで、バス・トイレは共同である。
衣服は貸与と支給の衣服があるが、気温が低く匂わないため着替えることが少ないという。個人の嗜好品や娯楽品は、段ボール箱で南極観測船を経て持ち込まれる。
食事は調理師免許を持つ隊員の指導の下、各隊員が交代で作っている。食材は干物や冷凍食品が中心だが、冷凍技術の進歩により、食材の種類不足は解消されつつある。それでも、越冬の後半は生野菜や果物などの生鮮品は不足する。古くからモヤシやカイワレダイコンの栽培は行われていたが、発電機の余熱を利用した野菜栽培室が整備されてからは栽培される品目も増え、2015年にはイチゴの収穫にも成功した。なお、土の持ち込みは出来ないので、野菜は種の状態で持ち込まれる。バーもあり酒が提供されるが、バーテンダーは隊員が当番制で務め、客も日ごとに交代する。年末年始には年越しそばや御節料理も振舞われる。

### 通信
2004年（平成16年）にインテルサットによる衛星通信設備が完成し、インターネットが使用可能となった。完成時の通信速度は1Mbpsだったが、50次隊から2Mbps、55次隊からは3Mbpsと増強され、リアルタイムの動画配信やハイビジョン動画送信が可能となった。衛星通信設備の点検修理は、第46次隊以来KDDIが受注しており、職員がKDDI山口衛星通信センターでメンテナンスの技術を学んで南極に赴く。衛星電話を用いた公衆電話は昭和基地の管理棟にあるが、電話代は隊員が自費で払う。出力は6GHzのため観測機器に影響を与えないように、衛星通信機器がある通称「インテルシェルター」は基地から約500m離れて位置する。また、通信速度の低下につながるため個人のネット電話は原則禁止されている。
2022年にはNECネッツエスアイの協力で昭和基地にローカル5Gのシステムを設置したほか、2024年にはスペースX社のスターリンクを活用した高速通信を開始しており、通信環境は年々改善されている。

### 設営
隊員は基本的に生活に関することは何でも自分で行わなければならない。また複数の業務を兼ねるのも普通で、たとえ医師や通信関係の技術者であっても雪上車やショベルの運転を任され、アンテナの設置や機器の修理の補助などを日常的に行うことになる。特に屋外の設営作業は、夏季に入る11月下旬の白夜に24時間通して行われることがある。日本を出発する前に、操作に必要な重機等の免許を取得することが求められる。雪上車は5-6台あるが、小規模な物資はスノーモービルやスキーで運ぶ。なお、雪上車やスノーモービルが用いられるのは冬季のみで、夏季には2tや4tなどのトラックが用いられる。設営工事のためのバックホーも持ちこまれている。

### 保健衛生
南極には風邪の病原体がいないため、隊員達はどんなに寒くても風邪をひかない。また、病原体や病原菌を外部から持ち込まないよう、隊員達は日本出発前に、風邪はもちろん水虫や虫歯に至るまで完全に治療しなければならない。ただし、昭和基地の医療体制で妊娠・出産等が考慮されていないことから、妊娠している女性（妊婦）は隊員になることはできない。そのため女性隊員には砕氷艦が帰国する時点で、妊娠反応試験を受けることが義務付けられており、万一その試験で妊娠が明らかになった場合は、日本への帰国が命じられる。
防寒のため、髭をはやしている隊員も多いほか、丸刈りにして帰国まで散髪を行わない者も多い。散髪師はいないので、隊員の中から理髪係が選抜され出発前に理容学校で研修を受ける。

### 信仰
厳冬に襲われる南極圏への航海の無事を祈願する目的を兼ねて、南極観測船には神社が設けられるほか、往復の赤道通過時に赤道祭が開催される。
七夕の笹飾りや彼岸のおはぎも作られるほか、餅つきは6月の冬至（ミッドサマー）と12月末の2回行われる。また、大晦日には足場パイプを用いた櫓で組み立てたドラム缶を使って除夜の鐘も撞かれる。
昭和基地には第4次隊の越冬中に行方不明になり殉職した福島紳を慰霊する福島ケルンがあり、越冬成立式と同時に慰霊式が行われる。
極地研究家の神沼克伊は、南極神社や昭和神社、あるいはそれに値する寺院を建立する計画や必要であるという意見は聞いたことがない、としている
。

### その他
越冬中はブリザードや極夜で活動が制限されるため、日常業務以外は余暇を行う時間もある。そのため雪上で釣りやソフトボール、遠足などを行うことがある。花見は屋内にブルーシートを敷き、造花の桜を飾って行う。
南極から国政選挙に投票する際には『南極選挙人証』を発行してもらう必要がある。

## 歴史
1956年（昭和31年）に永田武隊長によって編成された南極地域観測予備隊（隊員53名）がその創始である。この予備隊は、のちに第1次南極地域観測隊と呼称が変更された。当初は2次で終了する予定であったがその後延長され、2023年11月現在活動中の観測隊は第65次隊である。通常は約60名から編成され、うち約40名が越冬隊員を兼ねる。
- 国際地球観測年の1955年に、日本も南極観測参加の意思を表明したが、敗戦直後ということから他国の反発があり、「資格なし」とされた。白瀬隊の実績を挙げて「資格あり」と反論したところ、「国際社会に復帰する資格がない」と不当な扱いを受けたが、最終日になんとか認められた[21]。
- 1956年3月、乗鞍岳で隊員の訓練が始まる[22]。
- 1959年、12か国による南極条約に署名[21]。
- 1961年出発の第6次隊は、最初から越冬の予定がなく、昭和基地を閉鎖して帰還した。1962年から1964年までは日本は南極地域観測隊を派遣していない。
- 1965年出発の第7次隊からは、途切れることなく毎年観測隊が派遣され、毎年越冬も行っている。
- 1968年、第9次越冬隊極点調査旅行隊（隊長・村山雅美）が日本人として初めて南極点に到達した。雪上車を使用。
- 1970年、第11次隊がロケットの打ち上げに成功。高度87kmに達し、上空のオゾンのデータなどを受信した[23]（国際航空連盟は高度100km以上を宇宙とするため「宇宙ロケット」としてカウントされない）。
- 2007年、昭和基地設置50周年を記念して南極地域観測50周年記念500円硬貨が発行された。
- 2020年、第62次隊は新型コロナウイルス感染症リスクを抑えるため、最小限の観測隊編成とした。隊員は出発前に2週間の隔離を行い、横須賀でしらせに乗船した。しらせは無寄港で昭和基地へ向かった。[24][25]。

## 動物の持ち込み
第1次越冬隊は、樺太犬15頭と三毛猫1頭、カナリア2羽を持ち込み、樺太犬は犬ぞりを用いた輸送や奥地での観測に用いられた。三毛猫とカナリアは第1次越冬隊撤収に合わせて帰国したが、樺太犬は置き去りにされ2頭だけが生還できた。
なお、1991年（平成3年）に「環境保護に関する南極条約議定書」が採択され、その「附属書II」の規定に伴い、そり犬を含む一切の動物の南極への渡航が禁止された。南極越冬隊の交通手段も犬ぞりからスノーモービル等に主力が移行した結果、21世紀に入る前にはその全ての動物達は日本に帰国した。そのため人間を除き、一切の越冬犬を含めた越冬動物は存在しない。

### 犬
第1次越冬隊は、雪上車と共に樺太犬15頭を持ち込んだ。雪上車が不調な中、昭和基地から約170km離れたボツンヌーテンへの遠征に犬ぞりが用いられ、16日をかけて往復に成功した。
1958年（昭和33年）2月、第2次越冬隊は悪天候のため昭和基地への上陸を断念せざるを得ず、滞在中であった第1次越冬隊は小型飛行機で宗谷へ撤退した。このとき第2次越冬隊と対面するはずの15頭の樺太犬が鎖に繋がれたまま基地に取り残された。翌1959年（昭和34年）1月に第3次越冬隊は15頭のうち、兄弟犬「タロ」と「ジロ」が生存しているのを発見、再会した。他の13頭は行方不明または鎖に繋がれたまま餓死した状態で発見された。
このエピソードは1983年に「南極物語」として映画化、2011年に「南極大陸」としてテレビドラマ化された。また、1984年（昭和59年）にテレビ東京で放送されたアニメ『宗谷物語』でも映像化されている他、何人かによって伝記（児童文学）化されている。

### 猫
第1次越冬隊と共に昭和基地での越冬を経験したオスの三毛猫は、「宗谷」の航海を祈願するための船乗り猫だった。船内にて行われたコンテストにて、観測隊隊長永田武の名前に因み、「たけし」と命名されている。

## 著名な観測隊員
- 小堺秀男 - 第9・15次隊の食事係[26]。明朗闊達な性格で単調になりがちな観測生活を励まし続け、当時の隊員たちからは「陳さん」と呼ばれ親しまれていたという。タレント小堺一機の父(小堺秀男 1988)。
- 西堀栄三郎 - 第1次隊の副隊長兼越冬隊長。本職は技術コンサルタントで、登山家としての実績から選ばれた。帰国後、『南極越冬期』を執筆。
- 西村淳 - 海上保安官として第30・38次隊の料理係となり2度にわたり越冬した。後に越冬時の体験を元に『面白南極料理人』シリーズを執筆。2009年に映画化、2019年にドラマ化された。
- 村山雅美 - 第1次隊に設営係として参加後、第9次隊の隊長に就任。日本人初の南極点到達を指揮した。1988年にチャーター機で北極点に到達した。